# St. Marys (Nyugat-Virginia)
St. Marys település az Amerikai Egyesült Államok Nyugat-Virginia államában, Pleasants megyében, melynek megyeszékhelye is. Lakosainak száma 1831 fő (2020. április 1.).

## Népesség
A település népességének változása:

| 2010 | 1 860 |
| 2020 | 1 831 |